# Osbornodon
Osbornodon iamonensises una género extinto de triturador de huesos de la familia de los Canidae, un predecesor de los perros actuales que era endémico de América del Norte que vivió entre el  Oligoceno inferior y el Mioceno inferior hace entre 23.6—16.3 millones de años aproximadamente

## Taxonomía
Osbornodon fue nombrado por Wang (1994). Su especie tipo es  Osbornodon fricki. Fue asignado a los Canidae por Wang (1994) y Munthe (1998).

## Morfología
Legendre y Roth examinaron dos especímenes para averiguar su masa corporal. Se estimó que el primer espécimen pesaba 20,2 kg (44,5 lb). Se estimó que el segundo espécimen pesaba 22,2 kg (48,9 lb).

## Género
Se conoce la existencia de siete especies de Osbornodon:
- Osbornodon fricki (18 Ma)
- Osbornodon iamonensis (synonyms: Cynodesmus nobilis, Paradaphoenus tropicalis) (21 Ma), Osbornodon renjiei (33 Ma), and Osbornodon sesnoni (32 Ma).